# Aigle (1750)
Pour les articles homonymes, voir Aigle (homonymie).
L’Aigle était un petit vaisseau de ligne portant 50 canons, en service dans la Marine royale française dans la seconde moitié du XVIIIe siècle. Il fut mis en chantier pendant la vague de construction qui sépare la fin de guerre de Succession d'Autriche (1748) du début de la guerre de Sept Ans (1755).

## Carrière
Construit par Pierre Morineau à Rochefort en 1748-1749, il fut lancé le 16 juillet 1750. Percé à 12 sabords, il portait 24 canons de 18 livres sur sa batterie basse et 26 canons de 12 sur sa deuxième batterie. Il prit la mer pour la première fois en 1752. Son équipage se composait de 400 hommes encadrés par 7 officiers.
En 1755, alors que la guerre menaçait entre la France et l'Angleterre, le navire fut armé à Brest dans une petite escadre (six vaisseaux et trois frégates) aux ordres du lieutenant général Macnemara qui devait escorter dix-huit bâtiments portant des renforts pour le Canada (aux ordres, elle, de Dubois de La Motte). 
A cette occasion, l’Aigle était commandé par le chevalier de Cousages, capitaine de vaisseau. Les ordres de Macnemara étant de prendre le moins de risque possible face aux forces anglaises, il se contenta de faire une croisière sur les côtes avant de rentrer (3 mai-20 mai 1755), laissant Dubois de La Motte terminer seul la mission. Le vaisseau resta donc en France cette année-là et traversa la suite du conflit sans faire parler de lui. 
La fin de carrière de l’Aigle est mal connue. Ronald Deschênes le donne comme retiré de la flotte en 1758. Jean-Michel Roche le donne perdu par naufrage en 1765 au Canada dans le détroit de Belle-Isle près de Mécatina.